# 11-й истребительный авиационный полк ВВС РККА
11-й истребительный авиационный полк (11-й иап) — воинская часть Военно-воздушных сил (ВВС) Вооружённых Сил РККА, принимавшая участие в Великой Отечественной войне.

## Наименования полка
За весь период своего существования полк своё наименование не менял:
- 11-й истребительный авиационный полк;
- 11-й истребительный авиационный полк ПВО;
- 11-й истребительный авиационный полк.

## Создание полка
11-й истребительный авиационный полк сформирован в сентябре 1938 года в ВВС Московского военного округа на аэродроме Кубинка на самолётах И-16.

## Расформирование полка
11-й истребительный авиационный полк 25 декабря 1942 года расформирован. Все самолёты и лётно-технический состав полка переданы в 31-й гвардейский иап 268-й иад. Управление полка убыло в 13-й запасной истребительный авиаполк Приволжского военного округа в г. Кузнецк Пензенской области, где было расформировано.

## В действующей армии
В составе действующей армии:
- с 22 июня 1941 года по 25 декабря 1942 года

## Командиры полка
- подполковник Когрушев Григорий Александрович — 1940 — 11.1941[3];
- майор Кухаренко Николай Григорьевич — 11.1941 — 09.1942[3], по другим данным — 21.10.1941 — 08.1942[4];
- подполковник Лашин Владимир Леонидович — 09.1942 — 25.12.1942[3].

## В составе соединений и объединений
| Период        | Фронт (округ)            | армия                                                | корпус                                    | дивизия                                     | примечание                                                                            |                                                               |
| ------------- | ------------------------ | ---------------------------------------------------- | ----------------------------------------- | ------------------------------------------- | ------------------------------------------------------------------------------------- | ------------------------------------------------------------- |
| 09.1938 г.    | Московский военный округ | ВВС Московского военного округа                      |                                           |                                             | Кубинка, И-16                                                                         |                                                               |
| 09.1939 г.    | Московский военный округ | ВВС Московского военного округа                      |                                           | 2-я истребительная авиационная бригада      | И-16                                                                                  |                                                               |
| 06.1940 г.    | Московский военный округ | ВВС Московского военного округа                      |                                           | 2-я истребительная авиационная бригада      | И-16, первым в ВВС получил Як-1                                                       |                                                               |
| 12.08.1940 г. | Московский военный округ | ВВС Московского военного округа, Московская зона ПВО |                                           | 24-я истребительная авиационная дивизия ПВО | Як-1                                                                                  |                                                               |
| 20.06.1941 г. | Московский военный округ | ВВС Московского военного округа                      | Московская зона ПВО                       | 6-й истребительный авиационный корпус ПВО   |                                                                                       | Як-1                                                          |
| 22.06.1941 г. | Московский военный округ | ВВС Московского военного округа                      | Московская зона ПВО                       | 6-й истребительный авиационный корпус ПВО   |                                                                                       | Як-1                                                          |
| 22.06.1941 г. | Московский военный округ | Московская зона ПВО                                  | 6-й истребительный авиационный корпус ПВО |                                             | Часть лётно-технического состава и самолётов полка выделена на формирование 12-го иап |                                                               |
| 25.12.1941 г. | Московский военный округ | ВВС Московского военного округа                      | Московская зона ПВО                       | 6-й истребительный авиационный корпус ПВО   |                                                                                       | Пополнен лётным составом и самолётами Як-1 за счёт 436-го иап |
| 05.04.1942 г. | Московский фронт ПВО     | Московская зона ПВО                                  | 6-й истребительный авиационный корпус ПВО |                                             | Пополнен лётным составом и самолётами Як-1 за счёт 436-го иап                         |                                                               |
| 25.08.1942 г. | Сталинградский фронт     | 8-я воздушная армия                                  |                                           | 268-я истребительная авиационная дивизия    | Як-1                                                                                  |                                                               |
| 25.12.1942 г. | Сталинградский фронт     | 8-я воздушная армия                                  |                                           | 268-я истребительная авиационная дивизия    | расформирован                                                                         |                                                               |

## Участие в операциях и битвах
- Осуществлял прикрытие города и военных объектов Москвы с воздуха, помимо выполнения задач ПВО вылетал на прикрытие наземных войск, штурмовку войск противника, действуя в интересах командования фронтов
- Битва за Москву — с 30 сентября 1941 года по 20 апреля 1942 года
- Сталинградская битва — с 17 июля 1942 года по 25 декабря 1942 года.
- Котельниковская операция — с 12 декабря 1942 года по 25 декабря 1942 года.

## Первая победа полка в воздушном бою
Первая известная воздушная победа полка в Отечественной войне одержана 2 июля 1941 года: лейтенант Гошко С. С. в воздушном бою в районе города Великие Луки таранным ударом сбил немецкий бомбардировщик Heinkel He 111.

## Отличившиеся воины
- Титенков Константин Николаевич, капитан, командир эскадрильи 11-го истребительного авиационного полка 28 октября 1941 года Указом Президиума Верховного Совета СССР удостоен звания Герой Советского Союза. Посмертно.
- Ковалёв Венедикт Ефимович, лейтенант, командир звена 11-го истребительного авиационного полка 4 марта 1942 года Указом Президиума Верховного Совета СССР удостоен звания Герой Советского Союза. Посмертно.

## Эпизоды боевых действий

### Отражение налёта на Москву
Ночью 22 июля 1941 года планами немецкого командования было предусмотрено нанесение массированного авиационного удара на Москву силами до 250 бомбардировщиков. Воздушные бои происходили в сумерках и ночью в свете прожекторов. Полк отражал налёт авиации противника на рубеже Солнечногорск — Голицыно. Первым поднялась в воздух эскадрилья под командованием капитан К. Н. Титенкова, его звено атаковало лидера группы немецких бомбардировщиков He-111. Как только самолёт ведущего группы немецких бомбардировщиков появился в лучах прожекторов, Титенков сблизился с ним до дистанции открытия огня. Вражеский лётчик пытался манёврами выйти из светового поля, но Титенков всякий раз прекращал такие попытки метким огнём пушек и пулемётов. Одной из своих очередей был поражён стрелок He-111. Следующей очередью Титенков поджёг самолёт врага. Уничтожив ведущего наши лётчики нарушили взаимодействие и управление в группе немецких бомбардировщиков.
При возвращении на свой аэродром К. Н. Титенков группой с лейтенантами В. Д. Лапочкиным и В. В. Бокачем сбили ещё один немецкий самолёт. Довершили разгром группы вражеских самолётов лётчики полка старший лейтенант П. В. Еремеев, лейтенанты С. С. Гошко, А. Г. Лукьянов и другие. Они стремительными манёврами атаковали группу и сбили ещё несколько вражеских бомбардировщиков, а остальных обратили в бегство. Уже на земле в каждом из сбитых самолётов были обнаружены подробные планы Москвы с отметками объектов, предназначенных для уничтожения в первую очередь: Кремль, объекты транспортной инфраструктуры, правительственные здания и аэродромы.

### Последний массированный налёт на Москву
Последний массированный налёт Люфтваффе на Москву состоялся в ночь с 10 на 11 августа 1941 года. По нашим данным в нём участвовало около ста немецких бомбардировщиков. Планом предусматривались две волны атакующих бомбардировщиков. основная волна — 80 самолётов в четырёх группах. Маршрут пролегал через города Вязьма, Гжатск и Можайск. Вторая волна (18-20 самолётов) — со стороны Сычёвки на Волоколамск. По данным немецкого командования соединение из 83 самолётов He-111 возглавляли лётчики из KGr.100.
При входе зону световых прожекторных полей бомбардировщики заняли эшелон 6000-7000 м, а в зоны открытия огня зенитной артиллерии стали выполнять манёвр — планирование с двигателями на малом газу (с пониженными оборотами). К Москве прорвались 12 самолётов, из них 5 самолётов к центру. Основной целью налёта были аэродромы и авиазаводы в пригородах, на которые сбросили 49 фугасных и 14000 зажигательных бомб.
Основная нагрузка при отражении налёта легла на зенитную артиллерию, ввиду сложных метеорологических условиях. Аэродром полка (Кубинка) подвергся налёту, но бомбежки не причинили существенного ущерба. Осколки не задели ни один из стоявших на поле Як-1.

## Статистика боевых действий
Всего за годы Великой Отечественной войны полком:
| Выполнено боевых вылетов | Сбито самолётов в воздухе | Уничтожено единиц техники при штурмовках |
| ------------------------ | ------------------------- | ---------------------------------------- |
| 7288                     | 117                       | 641                                      |

Свои потери:
| Потеряно самолётов, всего | Погибло лётчиков всего |
| ------------------------- | ---------------------- |
| 76                        | 35                     |

## Самолёты на вооружении
| Период      | Самолёты |
| ----------- | -------- |
| 1938 — 1940 | И-16     |
| 1940 — 1942 | Як-1     |